# Valeria Hontareva
Valeriia Oleksiivna Hontareva ou Valeria Hontareva ou Valeria Gontareva, (ucraniana: Вале́рія Олексі́ївна Го́нтарева) (20 de outubro de 1964, Dnipropetrovsk) foi diretora-presidente do Banco Nacional da Ucrânia. Ela apresentou sua demissão em 10 de abril de 2017 e deixou o banco em 11 de maio de 2017.